# تشارلز إس. ماي
تشارلز إس. ماي (بالإنجليزية: Charles S. May) هو محامي أمريكي، ولد في 22 مارس 1830 في Sandisfield, Massachusetts ‏ في الولايات المتحدة، وتوفي في 25 مارس 1901 في Gull Lake (Michigan) ‏ في الولايات المتحدة.